# Uranyl

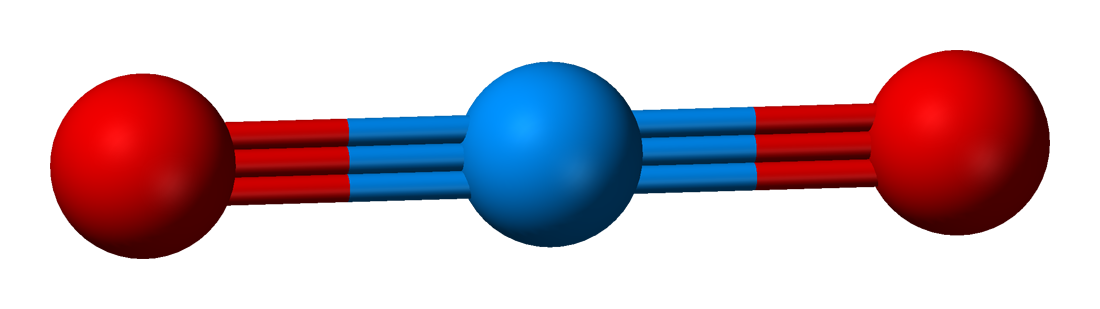
Kuličkový model uranylu

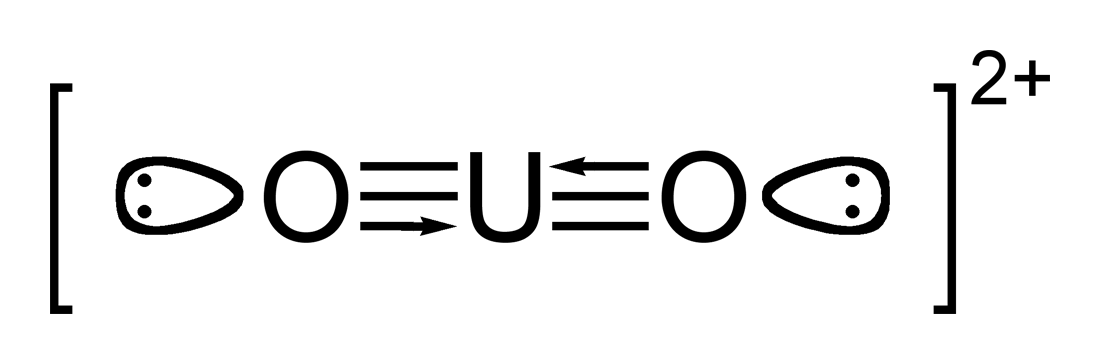
Strukturní vzorec zobrazující trojnou vazbu

Uranyl (UO 2+
2 ) je složený kationt obsahující uran a kyslík. Lze jej odvodit od oxidu uranového odtržením jednoho atomu kyslíku (přesněji oxidového aniontu O−II). Vzhledem k tomu, že uran nemá žádný stabilní izotop, jsou všechny uranylové sloučeniny radioaktivní.

## Výskyt

### Sloučeniny
Protože je uranyl kationt, vytváří soli s anionty kyselin:
- dusičnan uranylu UO2(NO3)2
- uhličitan uranylu UO2CO3
- fosforečnan uranylu (UO2)3(PO4)2
- síran uranylu UO2SO4
- fluorid uranylu UO2F2
- chlorid uranylu UO2Cl2
- peroxid uranylu UO2O2

Též také:
- hydroxid uranylu UO2(OH)2 (monomer), (UO2)2(OH)4 (dimer)

organické soli
- mravenčan uranylu (HCOO)2UO2
- octan uranylu (CH3COO)2UO2
- šťavelan uranylu (COO)2UO2

### Minerály
Uranyl se také vyskytuje v některých minerálech uranu, kterými jsou hlavně:
- carnotit K2(UO2)2(VO4)2·3H2O
- tjujamunit Ca(UO2)2(VO4)2·xH2O
- autunit Ca(UO2)2(PO4)2·xH2O (10 ≤ x ≤ 12)
- johannit Cu(UO2)2(SO4)2(OH)2·8H2O